# Predjamska Jama
Predjamska Jama – jaskinia w Słowenii.
Predjamska Jama posiada system komór i korytarzy na 5 poziomach.